# Piptochaetium ruprechtianum
Piptochaetium ruprechtianum är en gräsart som beskrevs av Étienne-Émile Desvaux. Piptochaetium ruprechtianum ingår i släktet Piptochaetium och familjen gräs. Inga underarter finns listade i Catalogue of Life.